# Adobe Soundbooth
Adobe Soundbooth é um editor de áudio digital da empresa Adobe Systems. A Adobe descreve-o como "no espírito do Sound Edit 16 e Cool Edit 2000". O Soundbooth foi substituído pelo Adobe Audition. Segundo a empresa desenvolvedora, "o Adobe Audition® CS5.5 vem substituir o Soundbooth no software Adobe Creative Suite® 5.5 Production Premium , com base em solicitações do cliente de um conjunto de ferramentas profissional integrado com o fluxo de trabalho Adobe."